# 共和国广场 (累西腓)
共和国广场（葡萄牙语：Praça da República）是巴西伯南布哥州首府累西腓市中心的一个重要的广场，位于圣安东尼奥社区（Santo Antônio）的北端，安托尼奥瓦兹岛（Ilha de Antônio Vaz）上，其西北、北和东北三面，毗邻卡皮巴里贝河(Capibaribe)与贝贝里贝河(Beberibe)两条河流的交汇处。
共和国广场周围是以下建筑：
- 公主广场宫（Palácio do Campo das Princesas），州政府总部
- 圣伊莎贝尔剧院（Teatro de Santa Isabel）
- 司法宫（Palácio da Justiça）
- 伯南布哥艺术广场（Liceu de Artes e Ofícios de Pernambuco）

广场上有一些美丽的女神雕像：
- 刻瑞斯，谷神；
- 狄安娜，狩猎女神；
- 佛洛拉，花神；
- 朱諾，天后，女性和婚姻之神
- 弥涅耳瓦，艺术和科学女神；
- 尼俄伯，維斯塔和泰美斯，正义女神

广场上有一棵猴面包树，据信是安托万·德圣埃克絮佩里写《小王子》时的灵感来源。

## 历史
共和国广场曾多次改名：

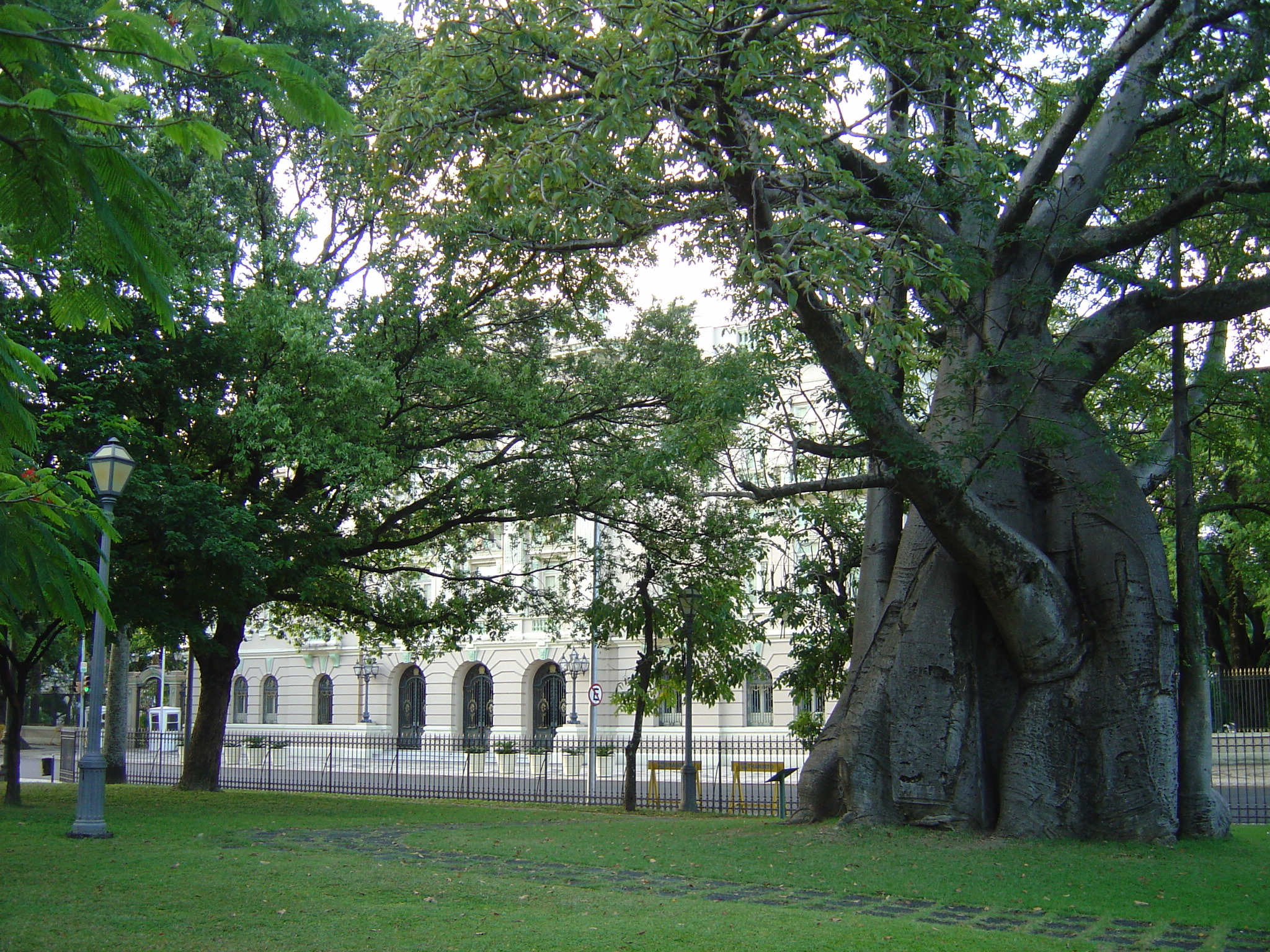
猴面包树

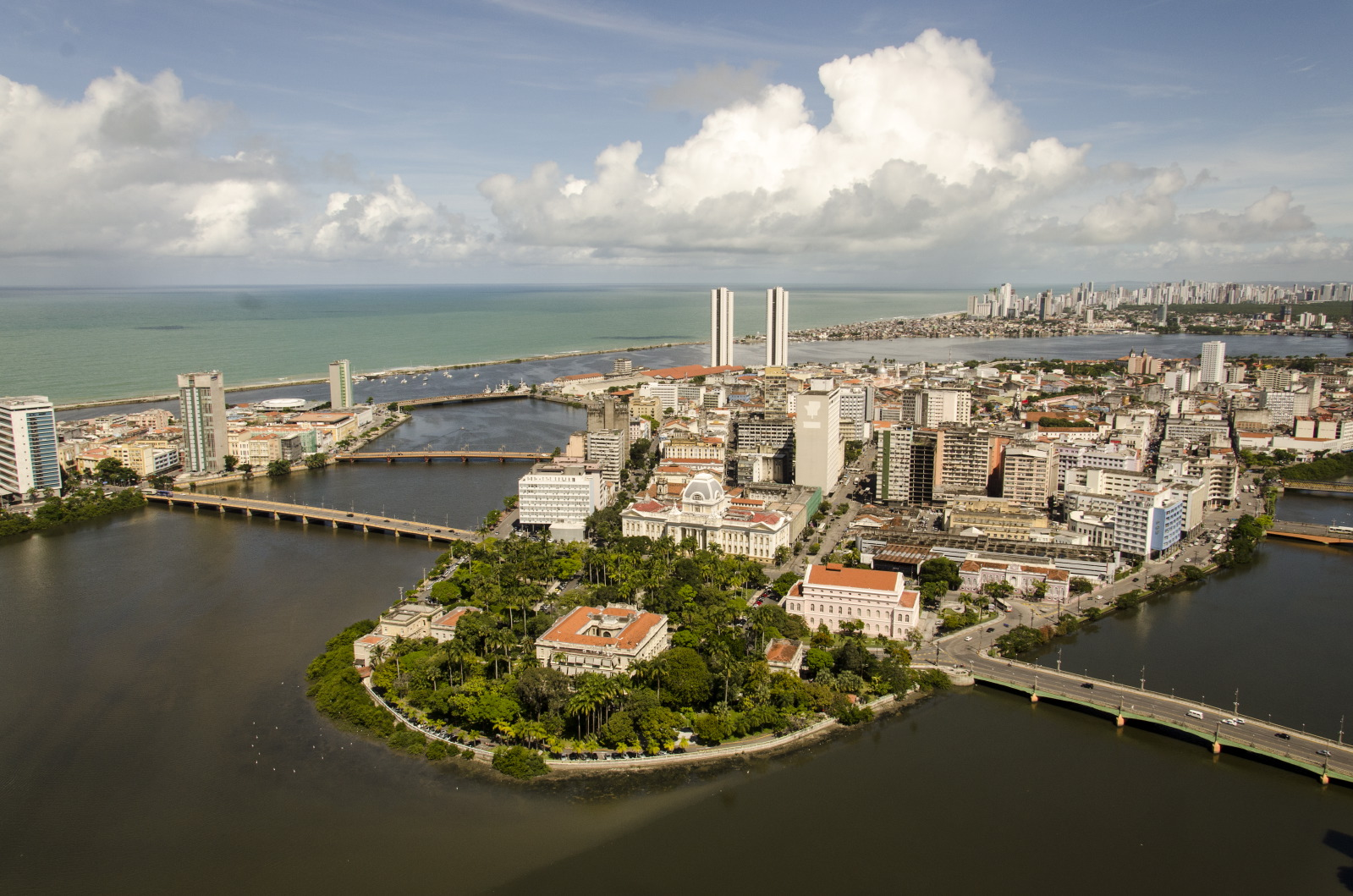
共和国广场与安托尼奥瓦兹岛

拿骚-锡根的约翰·毛里茨伯爵在此建造了政府所在地弗里伊堡宫（荷兰语：Vrijburg，葡萄牙语：Palácio de Friburgo）或“塔宫”（Palácio das Torres）。18世纪将其拆除后，此处称为旧宫广场（Campo do Palácio Velho）。后来，伯南布哥的金库设在塔宫的原址，于是这里称为“司库广场”（Campo do Erário）。
1817年革命期间，此处又改为“荣誉广场”（Campo da Honra）。以下人物都是在此处死：
- 安托尼奥·恩里克·拉贝洛（Antônio Henrique Rabelo）
- 安多尼·佩雷拉·德阿尔布开克神父（Antônio Pereira de Albuquerque）
- 阿马罗·库蒂尼奥（Amaro Coutinho）
- 多明戈斯·特奥托尼奥·豪尔赫（Domingos Teotônio Jorge）
- 若泽·德·巴罗斯·利马（José de Barros Lima）
- 何塞·佩雷格里诺·泽维尔·德·卡瓦略（José Peregrino Xavier de Carvalho）
- 维卡尔·特尼里奥（Vigário Tenório）

政府宫（Palácio do Governo）建成后，命名为宫殿广场（Largo do Palácio）。佩德罗二世访问后，改名为公主广场（Campo das Pincesas）。最后，巴西共和国成立时，广场改为现名。